# Sainte-Colombe-de-Villeneuve
Sainte-Colombe-de-Villeneuve település Franciaországban, Lot-et-Garonne megyében. Lakosainak száma 498 fő (2022. január 1.). Sainte-Colombe-de-Villeneuve Allez-et-Cazeneuve, Bias, Castella, Dolmayrac, Pujols, Saint-Antoine-de-Ficalba és Sembas községekkel határos.

## Népesség
A település népessége az elmúlt években az alábbi módon változott:
| Lakosok száma | 337  | 326  | 330  | 403  | 488  | 496  | 492  | 502  | 505  | 498  |
|               | 1968 | 1982 | 1990 | 2006 | 2013 | 2015 | 2017 | 2019 | 2020 | 2022 |